# Limenitis anarta
Limenitis anarta är en fjärilsart som beskrevs av Moore 1877. Limenitis anarta ingår i släktet Limenitis och familjen praktfjärilar. Inga underarter finns listade i Catalogue of Life.